# Henry Atola Meja
Henry Atola Meja (Kakamega, 21 dicembre 2001) è un calciatore keniota, attaccante dell'AFC Eskilstuna in prestito dall'AIK, e della nazionale keniota.

## Carriera

### Club
Da bambino inizia a praticare il rugby, sport che successivamente abbandona per dedicarsi al calcio. Dopo aver fatto parte del Green Commandos SC e del Lihrembe Arsenal FC, nel gennaio 2020 approda al Tusker; realizza la sua prima rete il 13 dicembre seguente contro il Gor Mahia e nel gennaio 2021 viene premiato come miglior giocatore del mese. Con 11 reti all'attivo – miglior marcatore stagionale della squadra – contribuisce a far vincere al Tusker l'edizione 2020-2021 della Premier League keniota, competizione che i gialloneri non vincevano dal 2016.
Il 3 settembre 2021 viene reso noto che, a partire dal successivo mese di gennaio, egli si sarebbe ufficialmente trasferito in Svezia all'AIK, dove già stava militando il connazionale Erick Ouma Otieno. L'annata si rivela però priva di particolari soddisfazioni, visto che in campionato l'attaccante keniota colleziona solo tre presenze, tutte da subentrante.
Al fine di trovare maggiore spazio, nel gennaio 2023 viene girato in prestito fino al successivo mese di dicembre al Norrby, squadra appena retrocessa nella terza serie svedese. Nel campionato di Ettan 2023 scende in campo 13 volte, realizzando complessivamente 4 reti. A fine anno lascia il club per fine prestito, ma prima dell'inizio del campionato 2024 viene nuovamente girato ad un altro club della terza serie svedese, in questo caso l'AFC Eskilstuna, con cui segna 5 gol in 28 partite dell'Ettan 2024. Il prestito all'AFC Eskilstuna viene poi esteso anche per tutto l'anno 2025.

### Nazionale
Il 13 marzo 2021 debutta con la nazionale keniota nell'amichevole vinta 1-0 contro il Sudan del Sud; il 5 settembre seguente gioca invece l'incontro di qualificazione per i mondiali 2022 pareggiato 1-1 contro il Ruanda.

## Statistiche
Statistiche aggiornate all'8 ottobre 2021.

### Presenze e reti nei club
| Stagione        | Squadra         | Campionato      | Campionato | Campionato | Coppe nazionali | Coppe nazionali | Coppe nazionali | Coppe continentali | Coppe continentali | Coppe continentali | Altre coppe | Altre coppe | Altre coppe | Totale | Totale | Totale |
| Stagione        | Squadra         | Comp            | Pres       | Reti       | Comp            | Pres            | Reti            | Comp               | Pres               | Reti               | Comp        | Pres        | Reti        | Pres   | Reti   |        |
| --------------- | --------------- | --------------- | ---------- | ---------- | --------------- | --------------- | --------------- | ------------------ | ------------------ | ------------------ | ----------- | ----------- | ----------- | ------ | ------ | ------ |
| 2020-2021       | Tusker          | PL              | 9          | 11         |                 | -               | -               |                    | -                  | -                  |             | -           | -           | 9      | 11     |        |
| Totale carriera | Totale carriera | Totale carriera | 9          | 11         |                 | -               | -               |                    | -                  | -                  |             | -           | -           | 9      | 11     |        |

### Cronologia presenze e reti in nazionale
| Cronologia completa delle presenze e delle reti in nazionale ― Kenya | Cronologia completa delle presenze e delle reti in nazionale ― Kenya | Cronologia completa delle presenze e delle reti in nazionale ― Kenya | Cronologia completa delle presenze e delle reti in nazionale ― Kenya | Cronologia completa delle presenze e delle reti in nazionale ― Kenya | Cronologia completa delle presenze e delle reti in nazionale ― Kenya | Cronologia completa delle presenze e delle reti in nazionale ― Kenya | Cronologia completa delle presenze e delle reti in nazionale ― Kenya |
| Data                                                                 | Città                                                                | In casa                                                              | Risultato                                                            | Ospiti                                                               | Competizione                                                         | Reti                                                                 | Note                                                                 |
| -------------------------------------------------------------------- | -------------------------------------------------------------------- | -------------------------------------------------------------------- | -------------------------------------------------------------------- | -------------------------------------------------------------------- | -------------------------------------------------------------------- | -------------------------------------------------------------------- | -------------------------------------------------------------------- |
| 13-3-2021                                                            | Nairobi                                                              | Kenya                                                                | 1 – 0                                                                | Sudan del Sud                                                        | Amichevole                                                           | -                                                                    | 78’                                                                  |
| 15-3-2021                                                            | Nairobi                                                              | Kenya                                                                | 2 – 1                                                                | Tanzania                                                             | Amichevole                                                           | -                                                                    | 73’                                                                  |
| 5-9-2021                                                             | Kigali                                                               | Ruanda                                                               | 1 – 1                                                                | Kenya                                                                | Qual. Mondiali 2022                                                  | -                                                                    | 88’                                                                  |
| 7-10-2021                                                            | Agadir                                                               | Mali                                                                 | 5 – 0                                                                | Kenya                                                                | Qual. Mondiali 2022                                                  | -                                                                    | 59’                                                                  |
| Totale                                                               |                                                                      | Presenze                                                             | 4                                                                    |                                                                      | Reti                                                                 | 0                                                                    |                                                                      |